# Tádzsikisztán az olimpiai játékokon
Tádzsikisztán először az 1996-os nyári olimpiai játékokon vett részt, azóta az 1998-as téli játékok kivételével valamennyi olimpián képviseltette magát az ország. Ezt megelőzően 1952 és 1988 között a tádzsik sportolók a szovjet csapatban szerepeltek, illetve az 1992-es nyári játékokon az Egyesített Csapat részét képezték.
A tádzsik sportolók eddig 7 érmet szereztek.
A Tádzsik Nemzeti Olimpiai Bizottság 1992-ben alakult meg, a NOB 1993-ban vette fel tagjai közé, a bizottság jelenlegi elnöke Bakhrullo J. Radzhabaliev.

## Éremtáblázatok

### Érmek a nyári olimpiai játékokon
| Olimpia              | Arany                          | Ezüst                          | Bronz                          | Összesen                       |
| 1952–1988            | A Szovjetunió részeként        | A Szovjetunió részeként        | A Szovjetunió részeként        | A Szovjetunió részeként        |
| 1992, Barcelona      | Az Egyesített Csapat részeként | Az Egyesített Csapat részeként | Az Egyesített Csapat részeként | Az Egyesített Csapat részeként |
| 1996, Atlanta        | 0                              | 0                              | 0                              | 0                              |
| 2000, Sydney         | 0                              | 0                              | 0                              | 0                              |
| 2004, Athén          | 0                              | 0                              | 0                              | 0                              |
| 2008, Peking         | 0                              | 1                              | 1                              | 2                              |
| 2012, London         | 0                              | 0                              | 1                              | 1                              |
| 2016, Rio de Janeiro | 1                              | 0                              | 0                              | 1                              |
| 2020, Tokió          | 0                              | 0                              | 0                              | 0                              |
| 2024, Párizs         | 0                              | 0                              | 3                              | 3                              |
| Összesen             | 1                              | 1                              | 5                              | 7                              |

## Érmek sportáganként

### Érmek a nyári olimpiai játékokon sportáganként
| Tádzsikisztán érmei a nyári olimpiai játékokon sportáganként | Tádzsikisztán érmei a nyári olimpiai játékokon sportáganként | Tádzsikisztán érmei a nyári olimpiai játékokon sportáganként | Tádzsikisztán érmei a nyári olimpiai játékokon sportáganként | Az olimpiai zászlaja |

| Sportág   | Arany | Ezüst | Bronz | Összesen |
| --------- | ----- | ----- | ----- | -------- |
| Atlétika  | 1     | 0     | 0     | 1        |
| Birkózás  | 0     | 1     | 0     | 1        |
| Cselgáncs | 0     | 0     | 3     | 3        |
| Ökölvívás | 0     | 0     | 2     | 2        |
| Összesen  | 1     | 1     | 5     | 7        |